# 斑马翼电光贝
斑马翼电光贝（学名：Pterelectroma zebra），是莺蛤目莺蛤科翼电光贝属的一种。其种加词“zebra”意为“有斑马状纹样的”。主要分布于韩国、中国大陆，常栖息在潮下带浅水区水深14－148米，以足丝附着于岩石、珊瑚礁或贝壳上。